# Bernardino de Vecchi
Bernardino de Vecchi (* 28. Juni 1699 in Siena; † 24. Dezember 1775 in Rom) war ein Kardinal der römisch-katholischen Kirche. Er wird auch als Bernardino de’Vecchi, Bernardino De Vecchis und als Bernardinus de Vechiis aufgeführt.

## Leben
Bernardino de Vecchi war der Urenkel eines Cousins von Papst Alexander VII. namens Alessandro Marsili, durch den de Vecchi mit der Familie der Farnese verwandt war; und Marsilis Gattin, die aus der Familie Bichi kam, er stammte damit auch von den Familien Piccolomini und Petrucci ab.
Papst Pius VI. kreierte den Priester und Dekan der Kleriker der Apostolischen Kammer de Vecchi im Konsistorium vom 24. April 1775 zum Kardinal und ernannte ihn am 29. Mai 1775 zum Kardinaldiakon von San Cesareo in Palatio.
De Vecchi starb am Sonntag, den 24. Dezember 1775 gegen neun Uhr abends in Rom nach einer schweren Krankheit. Er wurde in der Servitenkirche San Marcello aufgebahrt, dort fand auch die Beisetzungsfeier am Donnerstag, den 28. Dezember statt. Sein Leichnam wurde in die Kirche Santa Caterina di Siena a strada Giulia überführt und dort beigesetzt.